# Хмылов, Калина Трофимович
Калина Трофимович Хмылов (1909—1955) — советский военачальник. Участник Великой Отечественной войны. Командир танковой бригады, начальник штаба танковой дивизии и танковой армии. Генерал-майор танковых войск (3.08.1953).

## Биография

### Ранние годы
Родился в 1909 году в деревне Устинково Галичского уезда в Костромской губернии (ныне Костромской области)

### Служба в армии
Поступил на военную службу в РККА по спецнабору в Ленинградское артиллерийское училище в 1931 году.

### Участие в Великой Отечественной войне

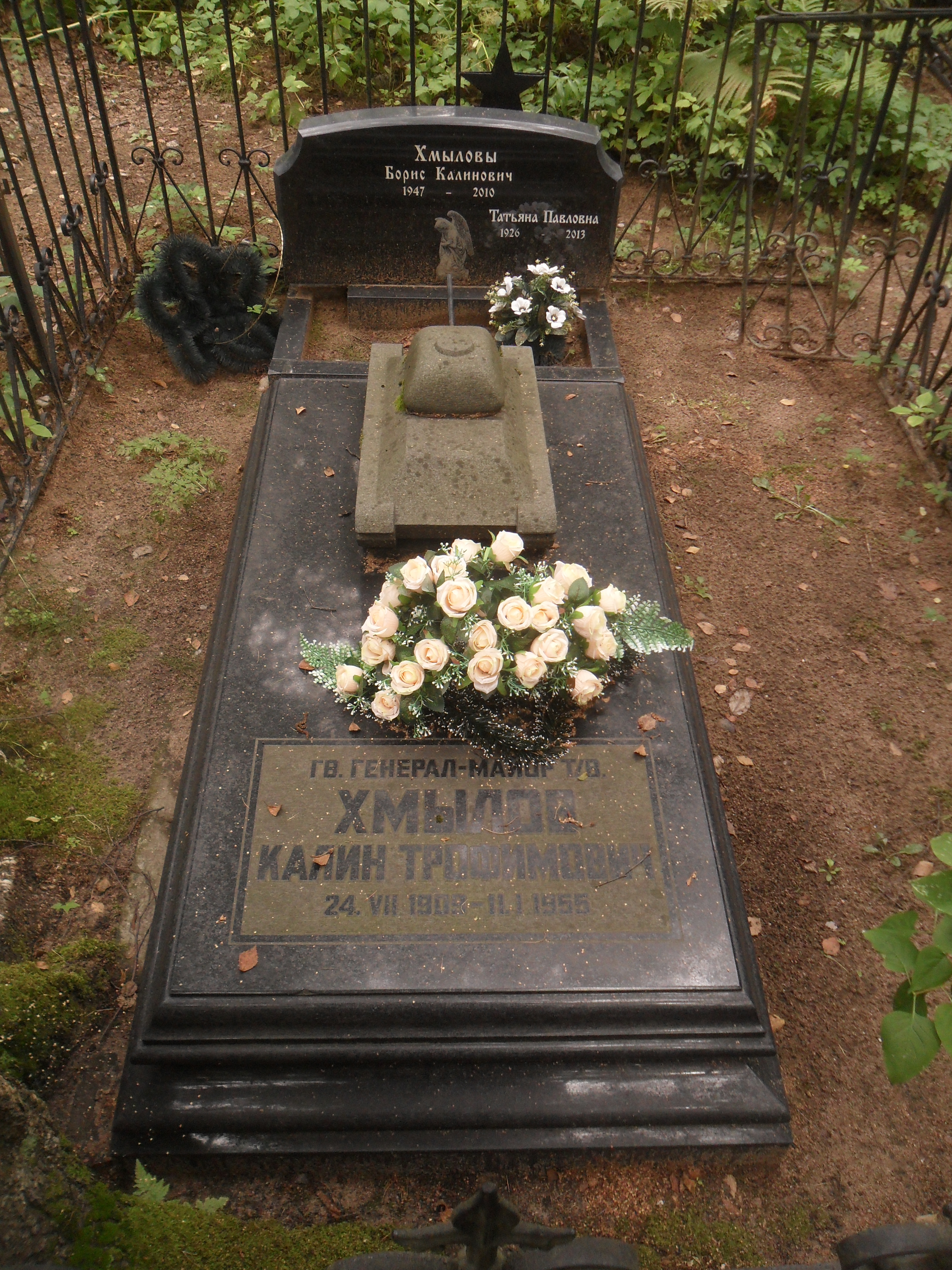
Могила Хмылова на Богословском кладбище Санкт-Петербурга.

С первых дней Великой Отечественной войны К. Т. Хмылов на фронте. Начальник штаба танкового батальона, начальник штаба танковой армии, генерал-майор танковых войск, Калин Тимофеевич воевал под Москвой и Ленинградом, брал Вену и освобождал Прагу, принимал участие при взятии Берлина.
С апреля 1945 года и до конца войны Хмылов К. Т. командовал прославленной 68-й гвардейской танковой Житомирско-Берлинской Краснознамённой орденов Суворова, Кутузова Богдана Хмельницкого и Александра Невского бригадой
За стойкость, мужество и отвагу, проявленные личным составом в боях с немецко-фашистскими захватчиками, и умелое выполнение боевых задач бригада, вместе армией, бригада была удостоена звания «гвардейская» (17 марта 1945 года) и стала именоваться 68-я отдельная гвардейская танковая бригада.
За отличия в боях под командоавием гвардии полковника Хмылова К. Т. при прорыве обороны и разгроме войск противника юго-западнее Оппельна была награждена орденом Кутузова 2-й степени (26 апреля 1945 года). Героизм, отвагу и высокое искусство ведения боевых действий показал личный состав бригады в составе 4-й гвардейской танковой армии в последних сражениях Великой Отечественной войны. За героизм и боевое мастерство, проявленные при штурме Берлина, бригаде было присвоено почетное наименование «Берлинская» (4 июня 1945 года). Из приказа ВГК:

Приказами ВГК присвоено наименование Берлинских: … 68 отд. гв. тбр (полковник Хмылов Калин Трофимович),
— [militera.lib.ru/h/liberation/05.html ]
За доблестные действия при разгроме советскими войсками последней крупной группировки немецко-фашистских войск на территории Чехословакии и освобождении города Прага бригада 9 мая 1945 года была награждена орденом Александра Невского.

### После войны
С 5 ноября 1953 года до своей кончины командовал 36-й гвардейской механизированной дивизией. Умер Хмылов Калин Трофимович в 1955 году от фронтовых ран.

## Награды
- Орден Красного Знамени[2]
- Орден Красного Знамени[3]
- Орден Суворова II степени[4][5]
- Орден Отечественной войны I степени[6]
- Медаль «За победу над Германией в Великой Отечественной войне 1941—1945 гг.» (9 мая 1945[7])
- Медаль «За оборону Москвы»
- Медаль «За оборону Ленинграда»
- Медаль «За взятие Берлина»
- Медаль «Ветеран Вооружённых Сил СССР»
- Медаль «30 лет Советской Армии и Флота»[8].

## Память
- На могиле установлен надгробный памятник